# NBC Red Network

Premier logo du réseau NBC Red Network

NBC Red Network est le plus important des deux réseaux originaux nés fin 1926, officiellement le 1er janvier 1927 (l'autre réseau étant la NBC Blue). Elles sont issues de la RCA (Radio Corporation of America). 